# 라르사 홈
라르사 홈(Larsa Sulci)는 목성의 위성인 가니메데에 있는 지역으로 홈 모양의 밝은 지형이다. 길이는 1,130km이다.